# Westphalomerope maryvonneae
Westphalomerope maryvonneae (лат.) — ископаемый вид насекомых из семейства Protomeropidae. Один из древнейших представителей насекомых с полным превращением. Ископаемые остатки обнаружены в каменноугольных отложениях (Европа, Франция, Bruay-la-Bussière, Pas-de-Calais, каменноугольный период, около 315 млн лет). Длина заднего крыла 4,8 мм, ширина 1,9 мм.
Вид Westphalomerope maryvonneae был впервые описан по отпечаткам в 2007 году. Включён в состав рода Westphalomerope Nel et al., 2007 и семейства Protomeropidae Tillyard, 1926, которое входит в состав отряда скорпионниц или ручейников.